# 狼牙山镇
狼牙山镇，是中华人民共和国河北省保定市易县下辖的一个乡镇级行政单位。

## 行政区划
狼牙山镇下辖以下地区：
南管头村、周庄村、岭东村、东西水村、北管头村、陈家会村、下隘刹村、上隘刹村、长角村、岩古岭村、戊子村、东岱岭村、鱼坨村、车塘村、猫尔岩村、甘河村、五勇村、冯家庄村、口头村和刘岗村。